# Ramón II. od Pallarsa
Ramón II. od Pallarsa (španjolski: Ramón II de Pallars) bio je španjolski plemić, grof Pallarsa koji je umro 995. Spomenut je u nekoliko povelja.
Bio je sin grofa Lopea I. i njegove supruge, grofice Gotrude. Također, bio je nećak grofa Isarna te unuk grofa Rajmonda, po kome je i nazvan.
Ramón je vladao Pallarsom zajedno sa svojom braćom Borrellom I. i Suñerom I., a naslijedio ga je nećak, Ermengol I. od Pallarsa.
Ramón je bio oženjen ženom zvanom Mayor, čiji su roditelji nepoznati.